# Montifringilla
Montifringilla is een geslacht van zangvogels uit de familie mussen (Passeridae).

## Soorten
Het geslacht kent de volgende soorten:
- Montifringilla adamsi – Adams' sneeuwvink
- Montifringilla henrici – Tibetaanse sneeuwvink
- Montifringilla nivalis – Sneeuwvink